# Max-Weber-Institut für Soziologie
Das Max-Weber-Institut für Soziologie (abgekürzt MWI) ist eine wissenschaftliche Einrichtung der Ruprecht-Karls-Universität in Heidelberg.
Ursprünglich 1960 als Institut für Soziologie und Ethnologie in die im gleichen Jahr gegründete Wirtschafts- und Sozialwissenschaftliche Fakultät eingegliedert, wurde es, nachdem es 1970 als Institut für Soziologie neu gegründet worden war, im Jahr 2011 in Max-Weber-Institut für Soziologie umbenannt. Namensgeber ist einer der Klassiker der wissenschaftlichen Lehre der Soziologie, Max Weber (1864–1920), der 1897 auf den Lehrstuhl für Nationalökonomie und Finanzwissenschaft in Heidelberg berufen wurde. Das heutige Institut und seine Entwicklung wurden durch die Arbeiten von Wolfgang Schluchter und Mario Rainer Lepsius geprägt.
Das MWI vertritt die gesamte Breite der Soziologie in Forschung und Lehre. Aus Tradition sieht sich die Heidelberger Soziologie der Pflege und der Weiterentwicklung des Werks von Max Weber verpflichtet und war daher maßgeblich an der Max-Weber-Gesamtausgabe beteiligt. Zur Publikation von Forschungsergebnissen, die mit dem oder über das Weber-Paradigma arbeiten, steht am MWI eine Schriftenreihe zur Verfügung, die unter dem Titel „Studien zum Weber-Paradigma“ bei Springer VS herausgegeben wird. Die Spätmoderne neu denken war das Anliegen der vom MWI konzipierten Vortragsreihe aus Anlass des 100. Todestages von Max Weber im Rahmen des Studium Generale. Auch der Forschungsschwerpunkt Soziologische Theorie und Institutionenlehre (Thomas Schwinn) ist Ausdruck dieses gelebten intellektuellen Erbes. Weitere Schwerpunkte decken die Vielfalt spezieller Soziologien und empirischer Methoden ab, insbesondere: die Sozialstrukturanalyse, die empirische Makrosoziologie (Matthias Koenig), die Organisationssoziologie (Markus Pohlmann), die politische Soziologie, die Kultursoziologie sowie die Drittsektorforschung. Zum MWI gehört die Forschungsstelle Centrum für soziale Investitionen und Innovationen (CSI). Studierenden bietet das MWI damit die Chance, ein theoretisches und methodisches Grundwissen zu erlangen und gleichzeitig individuelle Schwerpunkte in ausgewählten Themenfeldern der Soziologie zu setzen. Am MWI werden ein Bachelor- und ein Masterstudiengang Soziologie angeboten.